# Fabiano Fontanelli
Fabiano Fontanelli (* 24. April 1965 in Faenza) ist ein ehemaliger italienischer Radrennfahrer und späterer Sportlicher Leiter.

## Leben
Fontanelli war Profi in den Jahren 1989 bis 2003. Seine größten sportlichen Einzelerfolge dürften die Siege beim Grand Prix Pino Cerami 1995 (vor Francesco Casagrande und Felice Puttini) und bei Paris–Camembert 1999 (vor Max van Heeswijk und David Moncoutié) sein. Daneben gewann er aber auch mehrere Etappen beim Giro d’Italia. Insgesamt sind in seiner Vita 36 Siege bei verschiedenen Rennen verzeichnet. Allerdings geriet er wiederholt unter Dopingverdacht.
Nach seiner aktiven Laufbahn wurde Fontanelli 2005 Sportlicher Leiter bei Panaria-Navigare.